# Птицин, Игорь Геннадьевич
Игорь Геннадьевич Птицин (род. 9 июня 1972, Казань, Татарская АССР, РСФСР, СССР) — российский серийный убийца и насильник, совершивший как минимум 3 убийства девушек и женщин и 4 изнасилования в период с 22 августа 2009 года по 7 августа 2017 года на территории города Казань. В 2022 году Птицин был приговорен к пожизненному лишению свободы. Известен под прозвищами «Казанский маньяк» и «Маньяк из Росгвардии».

## Биография

### Жизнь до убийств
Игорь Птицин родился 9 июня 1972 года в Казани. Отец Птицина оставил семью и Игоря вместе с его старшим братом воспитывала одна мать. Мать Игоря придерживалась авторитарного стиля воспитания, из-за чего детство и юность Птицина прошло в социально неблагополучной обстановке, так как он постоянно испытывал жесткий контроль и холодное отношение со стороны матери. В 1984 году, в возрасте 12 лет, Игорь стал жертвой сексуального насилия, но что именно с ним тогда произошло, Птицин никому не рассказывал, даже после своего ареста, ни следствию, ни суду. Птицин блестяще учился в школе и окончил ее с золотой медалью в 1989 году. В школьные годы Игорь в силу своей интровертности был мало популярен в школе и не пользовался успехом у девушек. После окончания школы он поступил в «Казанский государственный университет», где учился на историческом факультете, который он окончил в 1994 году с красным дипломом. Получив высшее образование, некоторое время Птицин продолжил учебу в аспирантуре университета, после чего устроился на работу в одну из школ Казани, где начал преподавать историю. Однако из-за проблем с коммуникабельностью Птицин среди учеников школы и преподавательского состава  не сумел завоевать большой авторитет, вследствие чего уволился из школы спустя 1 год работы. В последующие годы он никогда не работал по специальности, занимался в основном низкоквалифицированным трудом и часто менял места работ. В разные годы Игорь Птицин работал охранником, методистом в институте, озеленителем. В середине 2000-х годов он устроился охранником на  предприятии под названием «Горзеленхоз», где имел довольно свободный график и много передвигался пешком. В 2012 году Птицин уволился и устроился охранником в Центр охраны объектов промышленности ФГУП «Охрана», подведомственный Росгвардии, где вскоре получил разрешение на ношение оружие. Там Птицин проработал вплоть до своего ареста в феврале 2021 года, дослужившись в конечном итоге до начальника караула. На рабочем месте Игоря Птицина характеризовали крайне положительно, как вежливого и исполнительного работника. Практически всю сознательную жизнь Птицин проживал вместе с матерью в двухкомнатной квартире на улице Симонова в Казани, в отличие от старшего брата, который после женитьбы в начале 1990-х годов покинул родительскую квартиру и в последующие годы навещал Игоря с матерью крайне редко. Большую часть свободного времени от работы Птицин увлекался философией и поэзией. Соседи и знакомые характеризовали Игоря Птицина крайне положительно. Он никогда не подвергался уголовной ответственности и не был замечен в проявлении девиантного поведения. Птицин никогда не был женат и не был замечен вместе с девушками, однако после смерти матери в 2016 году, начал вести активную половую жизнь. К моменту задержания в 2021 году он имел двух
любовниц, на одну из которых даже оформил завещание.

### Серия убийств и нападений
В 2009—2017 годах Птицин совершил в районе лесопарка «Лебяжье» — популярного в Казани месте отдыха, главная достопримечательность которого — озеро, а также в Авиастроительном районе Казани серию нападений на женщин и девушек. Все жертвы находились в возрасте от 16 до 35 лет. Трое девушек и женщин были убиты. Четверым девушкам и женщинам, которые подверглись нападениям, удалось выжить, но двое из них получили тяжелые травмы и впоследствии остались инвалидами. Для выбора жертв у Птицина не существовало особых критериев. Рост, вес, цвет волос жертв не имел для него никакого значения. Игорь Птицин убивал молодых девушек, когда они оказывались  в относительно безлюдном месте. 
Первое убийство Игорь Птицин совершил 22 августа 2009 года, в лесопосадке на территории Авиастроительного района Казани, когда работал на предприятии «Горзеленхоз». Жертвой стала Юлия Ю., которой за несколько месяцев до трагедии должно было исполнится 30 лет. На улице Тэцевской он заметил одинокую нетрезвую женщину, которая громко разговаривала по телефону. Подойдя к девушке Птицин сделал ей замечание, но она в ответ нагрубила ему, после чего он ударил ее по голове, оттащил в кусты, изнасиловал и забил до смерти.
В мае 2011 года Птицин совершил нападение на 17-летнюю Инну Солодякину. Девушка шла по лесополосе около остановки «Лебяжье». Птицин подкрался к ней сзади и нанес три удара по голове. После этого он попытался изнасиловать девушку, но у из-за эректильной дисфункии у него ничего не вышло. Поиски Солодякиной продолжались два дня.  На третий день поисков телефон Инны неожиданно заработал. В ходе расследования он был обнаружен у охранников местной турбазы, которые заявили о том, что накануне наткнулись в парке на в завернутую в одеяло девушку. Так как они находились в состоянии алкогольного опьянения, они подумали что она спит и ограбили ее, похитив у нее цепочку и мобильный телефон. В ходе допроса охранник указал место, где находилась Инна Солодякина. После оказания медицинской помощи девушка была доставлена в больницу и сумела впоследствии выжить, однако из-за черепно-мозговой травмы у нее была диагностирована антероградная амнезия. Она не смогла вспомнить деталей нападения и описать внешность преступника.
В середине июля 2011 года, Птицин совершил убийство 16-летней Ксении Антоновой, которую он перед этим изнасиловал. В день убийства, девушка шла на свидание к своему молодому человеку. В районе улицы Воровского она встретила Игоря Птицина, который удостоверившись в отсутствии свидетелей, совершил на нее нападение. Он ударил ее тупым предметом по голове, после чего оттащил в ближайшие кусты, где изнасиловал и убил. Тело Ксении Антоновой через пару часов было обнаружено прохожими.  
Спустя месяц, 19 августа 2011 года Птицин совершил убийство 17-летней Дарьи Максимовой. Он не стал подвергать девушку сексуальному насилию. Максимову незадолго до убийства ожидали друзья на остановке, но девушка так и не появлялась, после чего они отправились на ее поиски и обнаружили тело.

Из показаний друзей Дарьи Максимовой:
Сначала увидели капли крови на тропинке, стеклышко от очков, потом тапочку, а потом ее
Прибывшие сотрудники полиции в ходе расследования задержали в ходе расследование около тридцати человек. Подозрение пало на нескольких мигрантов, которые в тот день настойчиво пытались познакомиться с Дарьей Максимовой на берегу озера. На рубашке одного из них были обнаружены засохшие пятна крови, но днк-экспертиза впоследствии установила, что кровь не принадлежит убитой, после чего задержанных отпустили. Дело об убийстве Дарьи Максимовой вызвало общественный резонанс. Родные, друзья Максимовой и активисты из движения «Общества русской культуры» устроили через несколько дней после ее убийства возле здания Следственного комитета пикет. К ним вынужден был выйти тогдашний исполняющий обязанности руководителя республиканского СК Айрат Ахметшин. Он заявил собравшимся, что виновником гибели девушки мог быть серийный убийца, после чего нападения на Солодякину, Антонову и Максимову были объединены в одно делопроизводство.
Летом 2013 года Игорь Птицин совершил нападение на 36-летнюю Екатерину Камбург, которая много лет жила за границей. Летом того года она прилетела из Бразилии на родину навестить родных и друзей. В день нападения женщина вышла на пробежку в районе озера Глубокое, где ее встретил Птицин. Он совершил на нее нападение, однако Камбург, ранее занимавшаяся восточными единоборствами - оказала Птицину ожесточенное сопротивление, в ходе которого не дала затащить себя в кусты и в конечном итоге отбилась от преступника. В ходе борьбы Птицин нанес Екатерине 7 ножевых ранений, однако Екатерина осталась в сознании и убежала с места нападения. Истекая кровью, Екатерина Камбург, сумела пробежать почти километр до того места, где была назначена встреча с ее друзьями для занятий йогой.

Из показаний Екатерины Камбург:
Я почувствовала присутствие другого человека, его лицо было абсолютно закрыто — чем-то замотано, я сначала подумала, что это пасечник, а потом увидела нож
.

### Арест, следствие и суд
В 2016 году мать Птицина умерла. По версии следствии, смерть матери сильно повлияла на его психоэмоциональное состояние. В 2017 году Птицин был задержан по подозрению в совершения преступления, к которому он был совершенно непричастен. Он сумел доказать свою невиновность и был отпущен на свободу, но у него был взят образец слюны для определения ДНК-экспертизы. После 2017 года Игорь Птицин по какой-то причине не совершил ни одного известного следствию нападения или убийства.
В начале 2021 года была проведена днк-экспертиза биологических следов, найденных на теле первой жертвы Птицина - Юлии Ю., которые по версии следствия были оставлены преступником. Результаты экспертизы показали соответствие его генотипического профиля с генотипическим профилем убийцы и насильника, на основании чего Птицин был арестован 16 февраля 2021 года. Начиная с 18 февраля он по решению Советского районного суда Казани находился в «СИЗО-1». Адвокат Игоря Птицина Татьяна Юмаева просила заменить реальный арест домашним на основании того, что он полностью признал свою вину, а доказательств того, что он может скрыться, не было предоставлено. В ходе первых же допросов он сознался в совершении 22 нападений, но очевидных доказательств по большинству эпизодов найдено не было, вследствие чего ему было предъявлено обвинение в совершении 3 убийств и в совершении 4 нападений. Птицин утверждал, что совершал нападения на  девушек начиная с 1992 года.

Комментарий старшего помощника главы СУ СКР по Республике Татарстан Андрея Шептицкого: 
«Комплекс следственно-оперативных действий и ряд экспертиз тогда не дали результатов. Однако годы спустя следователи-криминалисты управления совместно с сотрудниками Главного управления криминалистики СК России в ходе работы по раскрытию преступлений прошлых лет с применением новейших методик провели исследование имевшихся в деле вещественных доказательств, в том числе молекулярно-генетическую судебную экспертизу, которая выявила в них присутствие биологических следов мужчины. После проверки по федеральной базе данных геномной информации они полностью совпали с биологическими следами жителя города Казани, ранее изъятыми у него сотрудниками полиции при проверке на причастность к совершению другого преступления»
Согласно свидетельствам Птицина, мотивом для совершения убийств послужила мизогиния. Он утверждал, что в конце 1980-х был влюблен в девушку, которая не ответила ему взаимностью и быстро потеряла к нему интерес, после чего нашла другого, более раскрепощенного и разбитного парня. Согласно свидетельствам Птицина, после разрыва с возлюбленной он получил  сильную психологическую травму, впал в депрессию и затаил сильную обиду на всех женщин, отличавшихся красотой. Он утверждал, что впоследствии его психическое состояние ухудшилось, так как в последующие годы в ходе знакомств с женщинами он регулярно получал лишь отказы и окончательно разуверился в слабой половине человечества.
На протяжении февраля и марта 2021 года Игорь Птицин был доставлен под конвоем на места совершения убийств для проведения следственных экспериментов, целью которых было воспроизведение опытным путём действий, обстановки и других обстоятельств, связанных с убийствами девушек. 

Из протокола допроса Птицина по поводу убийства Дарьи Максимовой:
Она была одета в юбку и такую короткую блузку бледновато желтого цвета.После нанесенных ударов она упала, я ее уволок
На допросе Игорь Птицин заявил, что не смог изнасиловать Максимову, так как в тот день очень спешил — его ждала на ужин мама и он боялся ее огорчить.
Комментарий мамы Дарьи Марины Максимовой: 
О маме своей он думал тогда, а о том, что у Даши есть мама, он не подумал
В ходе расследования было проведено около 100 различных экспертиз а также было допрошено более 100 свидетелей. Расследование было завершено в июле 2022 года, после чего уголовное дело было передано в суд. Судебный процесс открылся 11 августа 2022 года и прошел в закрытом режиме. Обвинение на судебном процессе поддерживал прокурор Татарстана Илдус Нафиков, который требовал от суда приговорить Птицина к высшей мере наказания в России.
28 октября 2022 года Игорь Птицин был признан виновным по статьям ст. 105 УК РФ (убийство), ч. 3 ст. 30, ст. 105 УК РФ (покушение на убийство), ч. 3 ст. 30 ст. 131 УК РФ (покушение на изнасилование), ст. 132 УК РФ (насильственные действия сексуального характера), после чего  Верховный суд Татарстана назначил ему уголовное наказание в виде пожизненного лишения свободы. Также маньяку назначили принудительное лечение у психиатра по месту отбывания наказания.
Во время вынесения приговора Птицин в качестве последнего слова заявил, что заслуживает высшей меры наказания, попросил прощения у родственников своих жертв, выразил благодарность прокурору Татарстана Илдусу Нафикову и судье Айрату Ибатуллину, удовлетворившему просьбу обвинения. В пользу 3 потерпевших с подсудимого взысканы компенсации морального вреда на общую сумму 5 млн рублей.

Из последнего слова Птицина:
Я ненадолго задержу ваше внимание, если позволите. Собранные органами предварительного следствия доказательства, кажется, помогут принять единственное правильное решение, восторжествует справедливость и виновный получит заслуженное наказание за содеянное им зло. Стоя перед вами, я открыто заявляю, что целиком и полностью признаю вину и раскаиваюсь в совершенных мною преступлениях. Но, в первую очередь, я прошу прощения у потерпевшей стороны за причиненные вам боли, слёзы и смерть ваших детей. За те преступления, которые нанесли вред вашему здоровью, и стали причиной непрекращающегося траура и душевных травм… Не хочу просить у вас снисхождения: это будет несправедливо, нечестно и более того — кощунственно по отношению к потерпевшей стороне. Прошу назначить мне максимально строгую меру наказания, так как только такая мера будет единственным подкреплен
Однако спустя месяц после вынесенного приговора Птицин изменил свою точку зрению и совместно со своим адвокатом решил обжаловать решение суда. Апелляционная жалоба была направлена в Нижний Новгород в ноябре 2022 года. На заседании апелляционного суда, Птицин заявил, что на самом деле не убивал девушек и оговорил себя будучи под давлением следствия. Выслушав доводы сторон, Нижегородский суд 23 января 2023 года отклонил жалобу Игоря Птицина и оставил его приговор без изменений.

### В заключении
После осуждения Игорь Птицин был этапирован в исправительную колонию особого режима №1 УФСИН по Республике Мордовия. После задержания Птицин имел на своих банковских счетах несколько сотен тысяч рублей, которые по приговору суда у него были взысканы и распределены между родственниками жертв в качестве компенсации материального ущерба. После этого родители убитых Птициным девушек обратились к приставам, исполнительное производство было возбуждено, однако за отсутствием у должника имущества взыскание было обращено на его доходы — скромные заработки в исправительной колонии. За все время с момента открытия исполнительного производства родственники жертв получили около 2 тысяч рублей, после чего Марина Максимова, мать убитой Дарьи Максимовой, от своего имени и от имени еще двоих потерпевших обратилась в УФССП по РТ с  предложением обратить взыскание на квартиру Игоря Птицина, однако приставы сославшись на статью 446 ГПК РФ, согласно которой взыскание не может быть обращено на жилое помещение, если оно является для должника и проживающих с ним членов его семьи является единственно пригодным для постоянного проживания - доводам потерпевших не вняли, после чего Максимова обратилась в прокуратуру. Однако в прокуратуре сочли решение суда о сохранении квартиры за правом владения Птициным вполне законным.
В этот период стало известно, что квартира Птицина сдается в  аренду нескольким мигрантам, а арендную плату получает одна из бывших сожительниц Игоря Птицина, при этом потерпевшие от преступлений дохода с этого не имеют, а на квартире висит неоплаченный долг по коммуналке в сумме 50 тысяч рублей.
Чтобы побудить приставов Авиастроительного района к подаче иска в суд о взыскании квартиры Птицина, потерпевшим пришлось добиваться встречи с генеральным прокурором Альбертом Суяргуловым, однако попасть к нему на прием они не смогли, а встретились только с его заместителем, который позицию потерпевших поддержал. Судебное заседание открылось в июле 2024 года, однако на него Игорь Птицин не был доставлен. Он участвовал в заседании, находясь в «Мордовской зоне», посредством видеоконференцсвязи и выступал ответчиком. На заседании Птицин подтвердил, что заявление приставов получил и изучил. Он согласился с иском, но заявил что за ним, как за должником, должна быть сохранена часть от его квартиры. Свое решение он обосновал тем фактом, что прошествии 25 лет тюремного заключения надеется получить условно-досрочное освобождение и выйти на свободу, где ему потребуется какое-то жилье. В иске приставов приводилась ссылка на ряд документов, включая постановление Конституционного суда РФ от 26 апреля 2021 года по делу о проверке на соответствие основному закону страны положений статьи 446 ГПК РФ и статьи 213.35 закона о банкротстве. В нем указано — установленный запрет по единственному жилью должника «не может служить нормативно-правовым основанием безусловного отказа в обращении взыскания на жилые помещения, если суд считает необоснованным применение исполнительного иммунитета гражданина, в том числе при его банкротстве». Итсцы заявили на судебном заседании, что Птицин должен быть лишен такого иммунитета в судебном порядке, после чего его квартира должна будет выставлена на торги. Однако в сентябре 2024 года Авиастроительный суд Казани посчитал, что пожизненно осужденных нельзя лишать единственного жилья и отклонил иск приставов, тем самым не дав  разрешения выставить на торги двухкомнатную квартиру Игоря Птицина. Представитель Птицина предлагал потерпевшим по уголовному делу заключить мировое соглашение на условиях, что продажей жилья займется сторона ответчика и часть полученного дохода в размере 3 миллионов рублей будет направлена на погашение исков, а на остальное Птицину купят жилье поменьше, однако потерпевшие отказались заключать подобное соглашение. По окончании судебного Птицин обратился к матери Дарьи Максимовой и снова заявил, что на самом деле к смерти этой девушки не причастен.